# Quyền LGBT ở Cộng hòa Séc
Cộng hòa Séc là một trong những quốc gia tự do nhất Trung Âu một quốc gia liên quan đến quyền đồng tính nữ, đồng tính nam, song tính và chuyển giới (tiếng Séc: gayů, leseb, bisexuálů a trans lidí). Vào năm 2006, nó đã hợp pháp hóa quan hệ đối tác đã đăng ký (tiếng Séc: registerrované partnerství) cho các cặp đồng giới và một luật hợp pháp hóa hôn nhân đồng giới được xem xét bởi Nghị viện vào năm 2019.
Luật pháp Séc cấm phân biệt đối xử trên cơ sở xu hướng tính dục và bản dạng giới. Cộng hòa Séc được coi là một trong những quốc gia Trung Âu an và trước đây Khối Đông liên quan đến đồng tính luyến ái và hôn nhân đồng giới. Các cuộc thăm dò ý kiến đã tìm thấy mức độ ủng hộ ngày càng tăng cho hôn nhân đồng giới. Một cuộc thăm dò năm 2013 Pew Research Center cho thấy 80% người Séc cho rằng đồng tính luyến ái nên được xã hội chấp nhận, một trong những quốc gia cao nhất trong số 39 quốc gia được khảo sát. Thành phố thủ đô của Prague nổi tiếng quốc tế vì cuộc sống về đêm và cởi mở LGBT.

## Bảng tóm tắt
| Hoạt động tình dục đồng giới hợp pháp                                                                                       | (Từ năm 1962)                            |
| Độ tuổi đồng ý | (Từ năm 1990)                            |
| Luật chống phân biệt đối xử trong việc làm                                                                                  | (Từ năm 2009)                            |
| Luật chống phân biệt đối xử trong việc cung cấp hàng hóa và dịch vụ                                                         | (Từ năm 2009)                            |
| Luật chống phân biệt đối xử trong tất cả các lĩnh vực khác (bao gồm phân biệt đối xử gián tiếp, ngôn từ kích động thù địch) | (Từ năm 2009)                            |
| Công nhận các cặp đồng giới (ví dụ: quan hệ đối tác đã đăng ký)                                                             | (Từ năm 2006)                            |
| Hôn nhân đồng giới | (Đang chờ xử lý)                         |
| Con nuôi của các cặp vợ chồng đồng giới                                                                                     | (Đang chờ xử lý)                         |
| Con nuôi chung của các cặp đồng giới                                                                                        | (Đang chờ xử lý)                         |
| Thông qua những người LGBT duy nhất (dù có hợp tác đã đăng ký hay không)                                                    | (Từ năm 2016)                            |
| Người LGBT được phép phục vụ công khai trong quân đội                                                                       | (Từ năm 1999)                            |
| Quyền thay đổi giới tính hợp pháp                                                                                           | (Nhưng cần phải phẫu thuật và triệt sản) |
| Liệu pháp chuyển đổi trên trẻ vị thành niên bị cấm                                                                          | No                                       |
| Truy cập IVF cho đồng tính nữ                                                                                               | No                                       |
| Mang thai hộ thương mại cho các cặp đồng tính nam                                                                           | (Cấm bất kể xu hướng tình dục)           |
| NQHN được phép hiến máu | / (Thời gian trì hoãn 1 năm)             |